# 木幡巧也
木幡 巧也（こわた たくや、1996年5月9日 - ）は、日本中央競馬会（JRA）所属の騎手である。美浦トレーニングセンター・牧光二厩舎所属。

## 来歴・人物
1996年、日本中央競馬会所属騎手木幡初広の次男として生まれる。兄初也、弟育也も日本中央競馬会所属騎手である。騎手であった父の姿にあこがれており、小学校4年生の時に騎手を志したと語っている。2009年には第1回ジョッキーベイビーズに出場し5着。2012年、31期生として競馬学校に入学するも、厩舎研修先の調教師の判断などにより1年留年する。競馬学校卒業時に騎乗技術が優秀だった者に対して送られるアイルランド大使特別賞を兄に続いて受賞した。同期は荻野極、菊澤一樹、坂井瑠星、藤田菜七子、森裕太朗。2016年に美浦の牧光二厩舎所属としてデビュー。初騎乗は同年3月5日、プリンセスミエルに騎乗し10着であった。初勝利は同年3月27日、モンサンアルナイルで達成。同期の中ではもっとも早く初勝利を挙げた。4月2日には中山7RでJRA所属騎手としては史上初となる親子3人同一レース騎乗をはたしている（自身が1着）。4月30日から5月22日まで行われた第1回新潟開催では、最後まで首位争いを演じ、新人騎手としては2004年の藤岡佑介以来となる新人リーディングを狙ったが5月21日、22日に勝ち鞍はなく惜しくも2位となった。12月20日に第49回日本プロスポーツ大賞新人賞を受賞した。2016年は最終的に45勝を挙げ、JRA賞最多勝利新人騎手表彰、民放競馬記者クラブ賞を受賞した。
また、制裁点数が非常に多いことでも知られ、デビュー年の2016年には、3月にデビューしたにもかかわらず、制裁点数は2016年にJRAで騎乗した全ての騎手中最多の77点となった。また、2017年も制裁点が105点でワースト1位となる。
2017年、ローズプリンスダムでレパードステークスを勝利し重賞初制覇。
2019年7月21日、福島10レースでグラスブルースに騎乗して1着となり、JRA通算100勝を達成した。
2020年、最低16番人気のミライヘノツバサでダイヤモンドステークスを勝利し二度目の重賞制覇。この勝利で重賞での単勝の配当としてはJRA史上3番目となる高配当を記録した。この年の天皇賞（春）でミライヘノツバサに騎乗しGI初騎乗を果たす。
2023年6月24日、東京1レースでアワビキングに騎乗して1着となり、JRA通算200勝を達成した。

## 騎乗成績
|            | 日付          | 競馬場・開催    | 競走名                 | 馬名               | 頭数 | 人気 | 着順 |
| ---------- | ------------- | --------------- | ---------------------- | ------------------ | ---- | ---- | ---- |
| 初騎乗     | 2016年3月5日  | 2回中山3日目1R  | 3歳未勝利              | プリンセスミエル   | 16頭 | 9    | 10着 |
| 初勝利     | 2016年3月27日 | 3回中山2日目1R  | 3歳未勝利              | モンサンアルナイル | 16頭 | 3    | 1着  |
| 重賞初騎乗 | 2016年7月31日 | 2回新潟2日目11R | アイビスサマーダッシュ | フレイムヘイロー   | 13頭 | 10   | 8着  |
| 重賞初勝利 | 2017年8月6日  | 2回新潟4日目11R | レパードステークス     | ローズプリンスダム | 15頭 | 11   | 1着  |
| GI初騎乗   | 2020年5月3日  | 3回京都4日目11R | 天皇賞（春）           | ミライヘノツバサ   | 14頭 | 12   | 12着 |
| GI初勝利   |               |                 |                        |                    |      |      |      |

## 主な騎乗馬
- ローズプリンスダム(2017年レパードステークス)
- ミライヘノツバサ（2020年ダイヤモンドステークス）
- ウシュバテソーロ(2022年ブラジルカップまでの二戦に騎乗)

### 年度別成績
| 年度   | 1着 | 2着 | 3着 | 騎乗数 | 勝率 | 連対率 | 複勝率 |
| ------ | --- | --- | --- | ------ | ---- | ------ | ------ |
| 2016年 | 45  | 37  | 48  | 637    | .071 | .129   | .204   |
| 2017年 | 18  | 31  | 38  | 595    | .030 | .082   | .146   |
| 2018年 | 23  | 28  | 35  | 634    | .036 | .080   | .136   |
| 2019年 | 24  | 33  | 34  | 593    | .040 | .096   | .153   |
| 2020年 | 28  | 39  | 38  | 647    | .043 | .104   | .162   |
| 2021年 | 28  | 40  | 37  | 637    | .044 | .107   | .165   |
| 2022年 | 23  | 25  | 21  | 475    | .048 | .101   | .145   |
| 通算   | 189 | 233 | 251 | 4218   | .045 | .100   | .160   |

- 情報はJRA騎手名鑑より。